# Ла-Асунсьйон
Ла-Асунсьйо́н (ісп. La Asunciόn) — місто на північному сході Венесуели, у східній частині острова Маргарита, біля венесуельського узбережжя Карибського моря. Адміністративний центр штату Нуева-Еспарта.
Населення — 6 000 осіб (1971); 23 097 осіб (2001).
Засноване в 1562 році. У місті розташована старовинна іспанська фортеця.
Центр туризму та рибальства.

## Клімат
Місто знаходиться у зоні, котра характеризується кліматом помірних степів та напівпустель. Найтепліший місяць — вересень із середньою температурою 28.1 °C (82.6 °F). Найхолодніший місяць — лютий, із середньою температурою 25.6 °С (78.1 °F).
| Клімат Ла-Асунсьйона    | Клімат Ла-Асунсьйона | Клімат Ла-Асунсьйона | Клімат Ла-Асунсьйона | Клімат Ла-Асунсьйона | Клімат Ла-Асунсьйона | Клімат Ла-Асунсьйона | Клімат Ла-Асунсьйона | Клімат Ла-Асунсьйона | Клімат Ла-Асунсьйона | Клімат Ла-Асунсьйона | Клімат Ла-Асунсьйона | Клімат Ла-Асунсьйона | Клімат Ла-Асунсьйона |
| Показник                | Січ.                 | Лют.                 | Бер.                 | Квіт.                | Трав.                | Черв.                | Лип.                 | Серп.                | Вер.                 | Жовт.                | Лист.                | Груд.                | Рік                  |
| Середня температура, °C | 25,7                 | 25,6                 | 26,6                 | 26,9                 | 27,5                 | 27,6                 | 27,5                 | 27,7                 | 28,1                 | 27,9                 | 27,1                 | 26                   | 27                   |
| Норма опадів, мм        | 103.6                | 60                   | 36.4                 | 23.8                 | 23.4                 | 50.1                 | 67.6                 | 75.2                 | 47.9                 | 49.7                 | 94.9                 | 128.1                | 760.7                |
| Днів з опадами          | 12,5                 | 6,9                  | 6,3                  | 3,6                  | 2,6                  | 7,5                  | 11                   | 8,9                  | 4,8                  | 4,9                  | 10,8                 | 12,8                 | 92,6                 |
| Вологість повітря, %    | 79                   | 78.2                 | 77                   | 76.1                 | 75.8                 | 75.9                 | 75.6                 | 76.8                 | 74.8                 | 76                   | 77.3                 | 77.8                 | 76.7                 |
| ----------------------- | -------------------- | -------------------- | -------------------- | -------------------- | -------------------- | -------------------- | -------------------- | -------------------- | -------------------- | -------------------- | -------------------- | -------------------- | -------------------- |
| Джерело: Weatherbase    |                      |                      |                      |                      |                      |                      |                      |                      |                      |                      |                      |                      |                      |

## Галерея

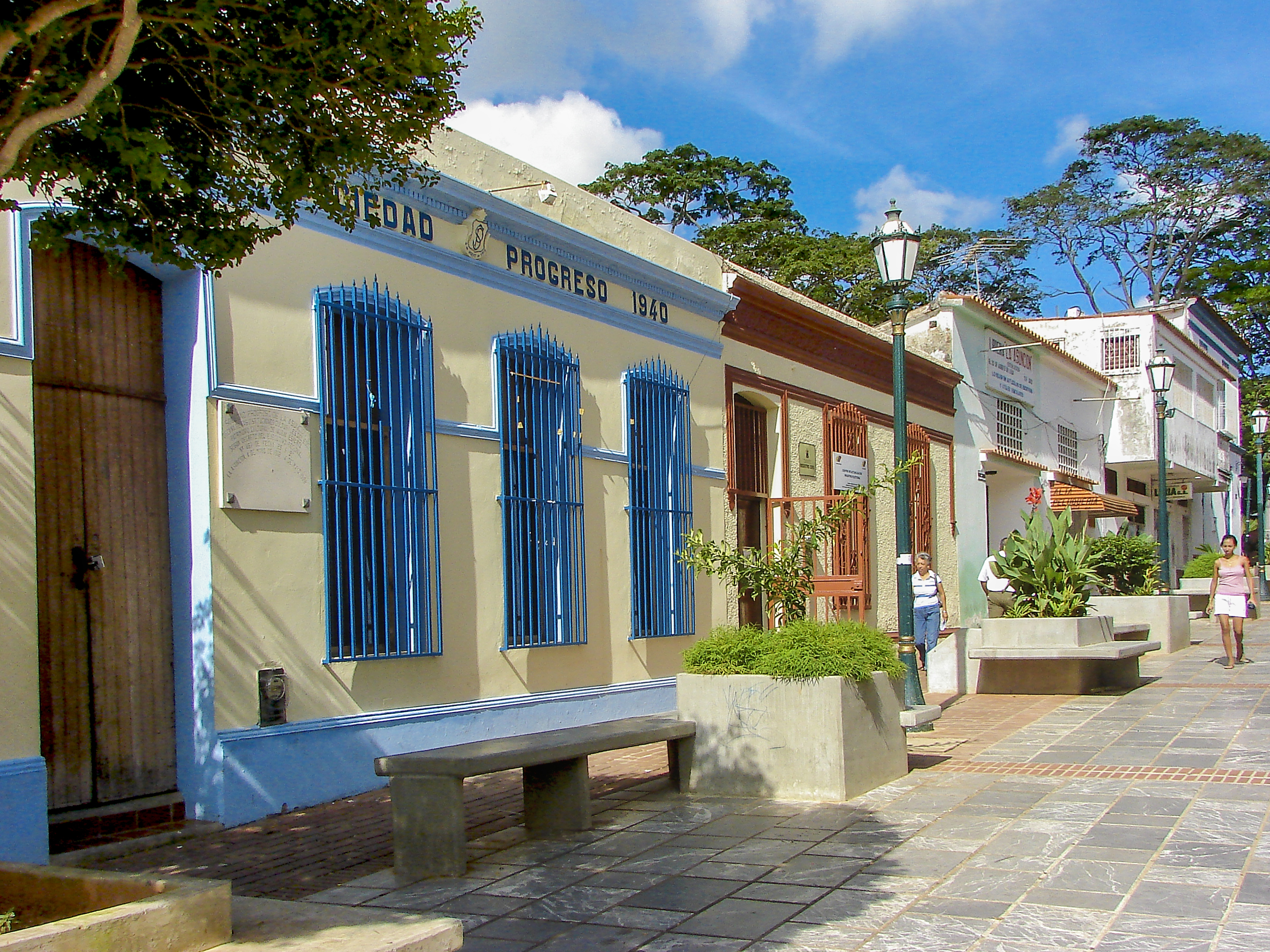
Вулиця Старого міста
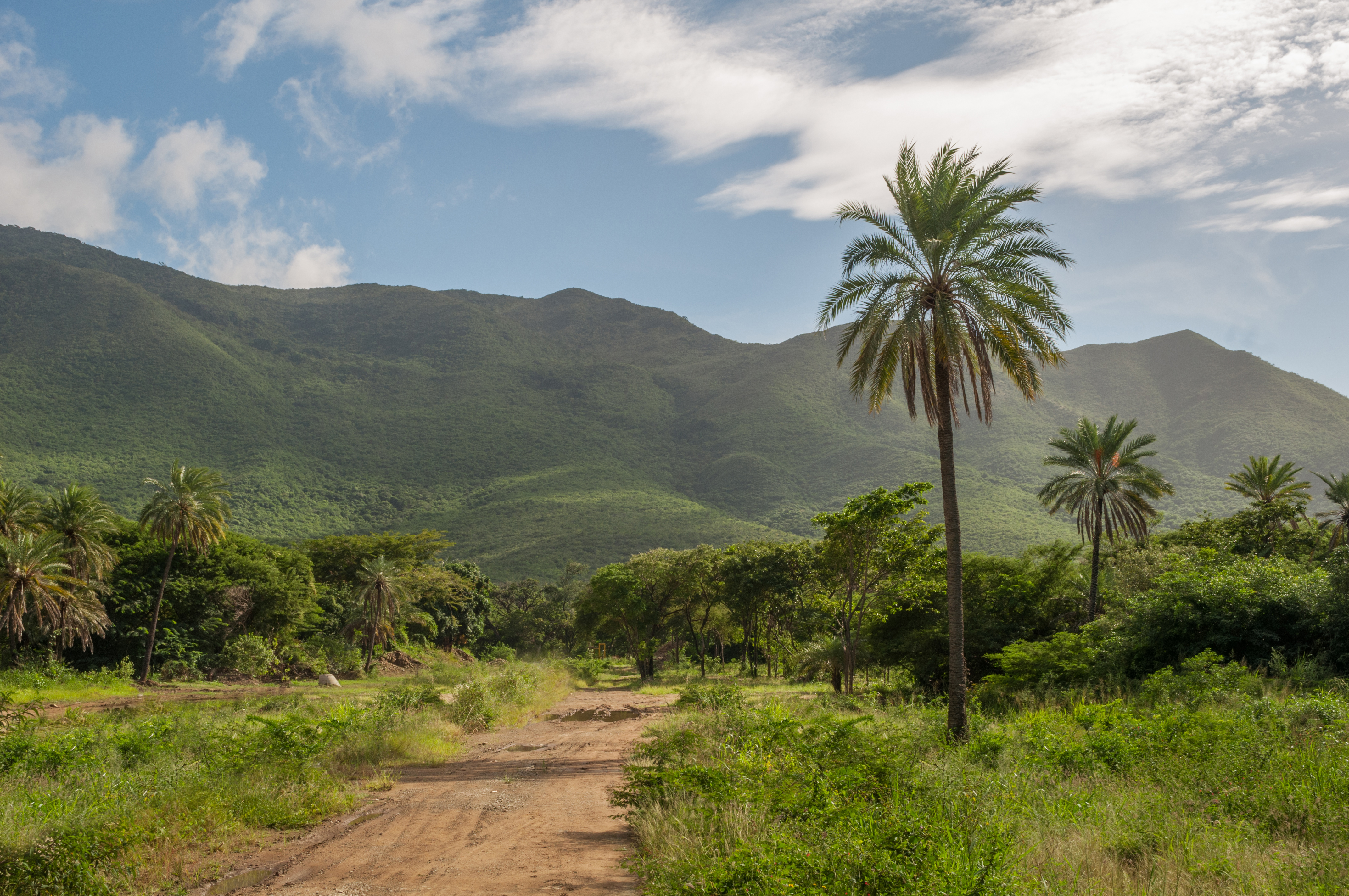
Серро-ель-Копей
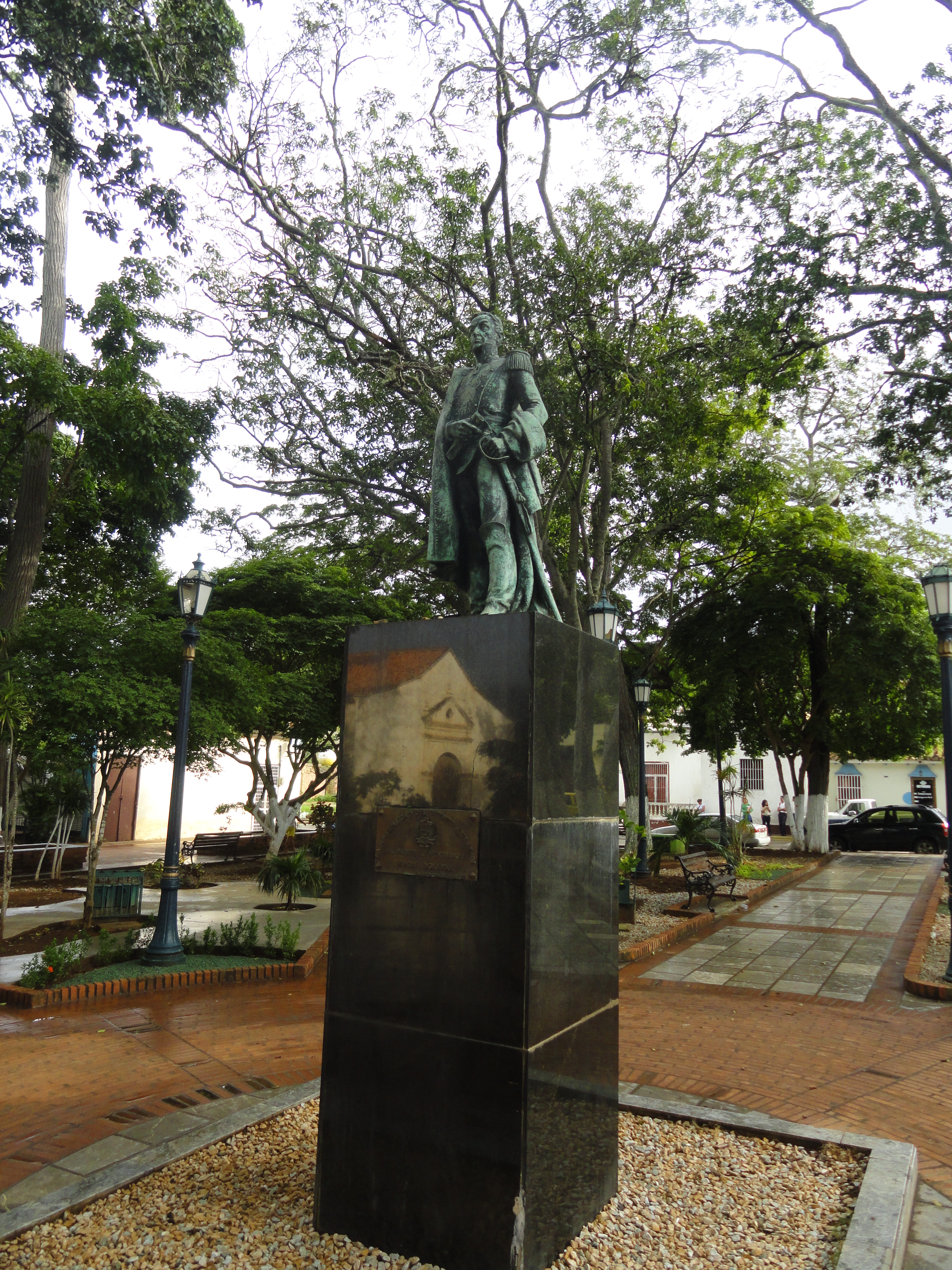
Площа Болівара
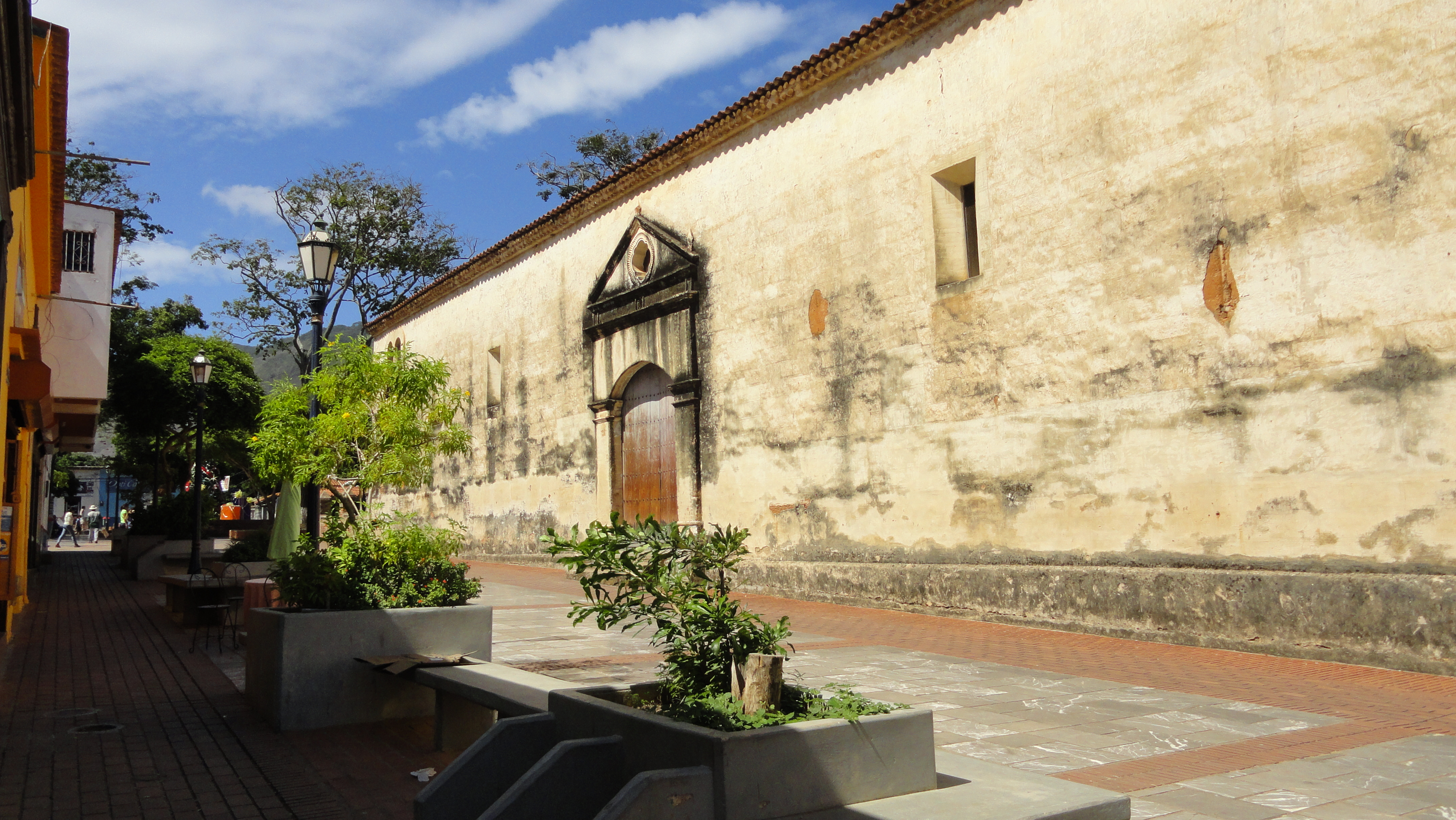
Проспект 5-го Липня